# 伊格纳兹·雅纳克
伊格纳兹·雅纳克（捷克語：Ignác Janák；1930年10月4日—2016年8月3日），捷克斯洛伐克的政治家，捷克斯洛伐克共产党，是斯洛伐克中央第一书记。